# Języki iberoromańskie
Języki iberoromańskie – podgrupa językowa w obrębie języków romańskich.

## Klasyfikacja wewnętrzna

### Klasyfikacja Merritta Ruhlena
Języki romańskie
- Języki romańskie kontynentalne
  - Języki zachodnioromańskie
    - Języki gallo-ibero-romańskie
      - Języki gallo-romańskie
      - Języki ibero-romańskie
        - Języki ibero-romańskie północne
          - Języki ibero-romańskie wschodnio-północne
            - Język kataloński

          - Języki ibero-romańskie centralno-północne
            - Język hiszpański

          - Języki ibero-romańskie zachodnio-północne
            - Język galicyjski
            - Język portugalski

        - Języki ibero-romańskie południowe†
          - Język mozarabski†

### Klasyfikacja Ethnologue
Języki romańskie
- Języki italo-zachodnie
  - Języki zachodnioromańskie
    - Języki gallo-iberyjskie
      - Języki galloromańskie
      - Języki iberoromańskie
        - Języki wschodnioiberyjskie
          - Język kataloński

        - Języki d'òc
          - Język oksytański
          - Język szuadit

        - Języki zachodnioiberyjskie
          - Języki astursko-leońskie
            - Język asturyjski
            - Język mirandyjski

          - Języki kastylijskie
            - Język estremadurski
            - Język ladino
            - Język hiszpański
            - Język hiszpański Charapa

          - Języki portugalsko-galicyjskie
            - Język fala
            - Język galicyjski
            - Język minderico
            - Język portugalski